# Хомин Петро
Отець Петро Хомин (12 липня 1891, Піддністряни, повіт Бібрка — 22 жовтня 1988, Торонто, Канада) — український релігійний діяч, греко-католицький священник, педагог і журналіст родом з Ходорівщини (Галичина).

## Життєпис

### Навчання
Богословську освіту здобув у Львівському (1912—1914) і Віденському університетах (1914—1916), в 1919—1922 роках вивчав право в університеті в місті Брно (тодішня Чехословаччина). 12 лютого 1923 року у Львові отримав священниче рукоположення з рук єпископа Йосифа Боцяна.

### Душпастирська праця
Від 1923 року до 1 липня 1924 року — сотрудник у с. Виспа, Стрілиського деканату; від 1 липня 1924 до 14 січня 1940 року — сотрудник при церкві Преображення Господнього у Львові, катехит Львівських середніх шкіл (Українська Торговельна школа «Просвіти», Дівоча гімназія сс. Василіянок, Технічна школа, Державна Українська Академічна гімназія — філія). Від 1928 до 1939 — секретар Богословської Академії у Львові, співредактор журналу «Богословія», від 1929 року — редактор священничого журналу «Нива» (1939), від 1934 року — радник Митрополичої Консисторії у Львові, член Церковного суду і Референт соборчиків, учасник унійних конгресів у Велеграді.

### На еміграції
Після 1945 року — на еміграції в Австрії: душпастир у Мосдорфі, а від 1949 року — парох у Зальцбурзі і директор таборової української гімназії до 5 вересня 1950 року. З 1951 року — в Торонто: сотрудник церкви св. Миколая (1951—1969) і церкви Успіння Пресвятої Богородиці (1969—1983), редактор тижневика «Наша мета» (1950—1980) і відновленого журналу «Нива» (1977—1980), голова Української Католицької Асоціації Преси. 10 квітня 1963 року митрополит Йосиф Сліпий іменував о. Петра Хомина почесним крилошанином Митрополичої капітули у Львові.
Помер в Торонто 22 жовтня 1988 року.